# Nisqually Indian Community
Nisqually Indian Community és una concentració de població designada pel cens dels Estats Units a l'estat de Washington. Segons el cens del 2000 tenia 588 habitants.

## Demografia
Segons el cens del 2000, Nisqually Indian Community tenia 588 habitants, 173 habitatges, i 149 famílies. La densitat de població era de 83,5 habitants per km².
Dels 173 habitatges en un 45,1% hi vivien nens de menys de 18 anys, en un 50,3% hi vivien parelles casades, en un 23,7% dones solteres, i en un 13,3% no eren unitats familiars. En el 9,2% dels habitatges hi vivien persones soles el 2,3% de les quals corresponia a persones de 65 anys o més que vivien soles. El nombre mitjà de persones vivint en cada habitatge era de 3,4 i el nombre mitjà de persones que vivien en cada família era de 3,5.
Per edats la població es repartia de la següent manera: un 36,6% tenia menys de 18 anys, un 12,4% entre 18 i 24, un 25,5% entre 25 i 44, un 20,6% de 45 a 60 i un 4,9% 65 anys o més.
L'edat mediana era de 26 anys. Per cada 100 dones de 18 o més anys hi havia 92,3 homes.
La renda mediana per habitatge era de 35.000 $ i la renda mediana per família de 38.750 $. Els homes tenien una renda mediana de 34.250 $ mentre que les dones 25.096 $. La renda per capita de la població era de 14.094 $. Aproximadament el 13,7% de les famílies i el 18,2% de la població estaven per davall del llindar de pobresa.

## Poblacions més properes
El següent diagrama mostra les poblacions més properes.